# Rothornspitze
Rothornspitze – szczyt w Alpach Algawskich, części Alp Bawarskich. Leży w Austrii w Tyrolu, przy granicy z Niemcami. Sąsiaduje z Großer Krottenkopf i Jöchelspitze.